# 48.º Distrito Congressional da Califórnia
O 48º Distrito Congressional da Califórnia (em inglês:  California's 48th congressional district) é um dos 53 distritos congressionais do estado norte-americano da Califórnia, segundo o censo de 2000 sua população é de 639.087 habitantes, sua área é de 301 km.
É representado pelo republicano John Campbell.
Incorpora as seguintes cidades:
- Aliso Viejo 46.123 habitantes;
- Dana Point 37.326 habitantes;
- Irvine 212.375 habitantes;
- Laguna Beach 23.727 habitantes;
- Laguna Hills 31.178 habitantes;
- Laguna Niguel 61.891 habitantes;
- Laguna Woods 16.507 habitantes;
- Lake Forest 78.720 habitantes;
- Tustin 74.825 habitantes e outras.

Nestas 9 cidades acima vivem 582.672 habitantes, ou seja 91,17% da população do distrito.